# Белькастро
Белькастро (італ. Belcastro, сиц. Bercastru) — муніципалітет в Італії, у регіоні Калабрія,  провінція Катандзаро.
Белькастро розташоване на відстані близько 490 км на південний схід від Рима, 21 км на північний схід від Катандзаро.
Населення — 1413 осіб (2014).
Щорічний фестиваль відбувається 21 березня. Покровитель — Tommaso d'Aquino.

## Демографія
Населення за роками:

Станом на 1 січня 2023 року в муніципалітеті офіційно проживало 77 іноземців з 10 країн, серед них 63 громадяни країн Євросоюзу та 6 громадян України.

## Сусідні муніципалітети
- Андалі
- Ботричелло
- Черва
- Кутро
- Марчедуза
- Мезорака
- Петрона